# フッキソウ
フッキソウ（富貴草、Pachysandra terminalis）はツゲ科の常緑小低木。日本（北海道から九州）を含む東アジアに分布する。山地の林内に生え、またグラウンドカバーとしてよく栽培される。フッキソウ属の植物は東アジアと北米に数種が現存する。

花言葉　「吉事」「良き門出」「祝意」

## 特徴
茎は地面を這い、先が立ち上がる。多数の葉がらせん状につく。

花は単性で春に咲く。茎頂に穂状花序をつけ、雄花は茶褐色の葯をもつ白く太い雄蕊が4本長く突き出す、根元に小さな萼片があり花弁はない。雌花は雄花の基部につき、雌蕊は先が二つに分かれる。
常緑でよく茂ることから富貴草と呼ばれる。キチジョウソウ（吉祥草）ともいうが、ユリ科のキチジョウソウが別にある。